# INS Viraat
Авіаносець «Віраат» (санскр. विराट, англ. INS Viraat (R22), «Велетень») — індійський авіаносець, колишній британський авіаносець «Гермес» типу «Сентор».

## Історія служби
19 квітня 1986 року авіаносець колишній британський авіаносець «Гермес» був проданий Індії. Після незначної модернізації на верфі Девонпорта він у 1987 році увійшов до складу ВМС Індії під назвою «Віраат».
У вересні 1993 року, під час стоянки в Мумбаї, через порушення правил експлуатації сталось затоплення машинного відділення, корабель вийшов з ладу на декілька місяців. Під час ремонту та модернізації були демонтовані ЗРК «Seacat», замість них були встановлені зенітні автомати АК-230 радянського виробництва, зняті зі списаних кораблів. Також був встановлений новий радар.
У 1999-2001 роках корабель пройшов новий ремонт для продовження життєвого циклу. Була відремонтована головна енергетична установка, замінені сталеві листи польотної палуби, вдосконалені протипожежна, водовідливна та вентиляційна системи, встановлені нові радари та системи зв'язку, більш швидкісні літакопідйомники. У 2004 році був встановлений ЗРК «Барак» ізраїльського виробництва.
У 2012 році авіаносець пройшов останній серйозний ремонт в Кочі, під час якого його корпус був очищений та покритий антикорозійною фарбою. Пізніше в Мумбаї була відремонтована силова установка. корабель повернувся до складу флоту у 2013 році.

### Завершення служби
У 2013 році до складу ВМС Індії увійшов авіаносець «Вікрамадітья» (колишній російський авіаносний крейсер «Баку»). Крім того, будівництво першого авіаносця власної розробки типу «Вікрант» наближається до завершення. Разом з тим, вік «Віраата» та вартість його експлуатації змусили Міністерство оборони ухвалити рішення про строки виведення корабля зі складу флоту. 
У лютому 2015 року було оголошено, що корабель буде виведений зі складу флоту у 2016 році та переданий владі штату Андхра-Прадеш для перетворення на корабель-музей .
Проте цей план зазнав невдачі.
23 липня 2016 року «Віраат» вирушив у свій останній похід з Мумбаї в Кочі, де з нього у рамках підготовки до виведення зі складу флоту були демонтовані котли, двигуни, гвинти та рулі. Роботи були завершені 4 вересня і корабель був відбуксирований в Мумбаї 28 жовтня для церемонії виводу зі складу флоту, яка була запланована на січень 2017 року. До середини 2017 року з корабля були демонтовані системи озброєння та управління. 
У 2020 році корабель був відбуксирований в Аланг для демонтажу, який був завершений у 2021 році.